# 槇大輔
槇 大輔 （まき だいすけ、1946年1月1日 - ）は、日本の男性声優、ナレーター。北海道出身。シグマ・セブン所属。

## 来歴
小学生の時に担任の教師をあだ名で呼んで叱られ、物置に閉じ込められる。その時に発生した洞爺丸台風でNHKの台風情報を聴いていた父が「こういう情報を伝える仕事ってありがたいな。もし、おまえの声がラジオから流れてきたら嬉しいなぁ。」と言っており、「名誉挽回を図るにはこれしかない！」と勝手に思い込んでナレーターを志す。
函館ラ・サール高等学校、学習院大学経済学部卒業。
かつては東京俳優生活協同組合に所属し、1988年にシグマ・セブン創立に参加。2006年までシグマ・セブンの取締役を務めた。
北島三郎らと共に函館市観光大使を務める。
2015年に七飯町観光大使に任命。
自らの経験による「語り」への拘りをライブで表現するため「語座」を結成し、積極的に活動を開始。
2010年10月から2011年12月まで放送されたTBS系パナソニック ドラマシアター『水戸黄門』第42部と第43部の語りを務めた。同シリーズでは5代目になる。
ナレーション時のナレーター名クレジットを初めて入れた。取材や編集で待ち時間が長く「申し訳ないから、何らかの形で報いたい」というプロデューサーの言葉を受けて自らリクエストした。槇は「自分のためというより、同業者の地位向上を考えていた」という。

## 人物
ナレーションの第一人者であり、落ち着いた語りが特徴ではあるが、作品によって色々な語り口を使い分ける。バラエティからドキュメンタリーまで多くのレギュラー番組を持ち、声を耳にしない日は無いほどである。
「読み語り」という新たなジャンルを切り開いた第一人者とも称され、名実共にこのジャンルの権威となっている。
バラエティ番組では「makkie」の表記でナレーターを務めることもある。
過去にはナレーションのほか、何度かレポーターやインタビュアーとして画面に登場したこともあった。
上田みゆきによれば、眠くなってくるとスタジオでうさぎ跳びを始めるため、「ピョンスケさん」と呼んでいたという。

## 読み語り
ここで言う「読み」は目で文字を追うことの読み、「語り」とは講談や落語のように、まるでそこに書かれたものがないかのように話していく表現の仕方を言う。だから実際にはその書かれた本を目の前に置いている。所謂朗読などの「読み聞かせ」、つまりここにおける「読み」は声に出して表現することの読みであり、声に出して読んで聞かせることであるが、自ずと表現の意識、技術も異なると説いている。また、どちらがいいか悪いかの問題ではなく、作品によって表現する側がその作品を生かせる方法を選ぶのが良いとも言う。自分主体ではなく、まず作品ありき、そして聴き手があるからこそ成り立つものであり、聴く側が情景を自然に思い描けるように語る、ということが肝心であると説く。従って、個性は自らが主張するものではなく、聞き手が感じてくれるものである。往々にして、自ら個性と主張するのは「クセ」にすぎないことが多い。聴衆が理解しやすいかどうか、聞いていて心地良いかどうか、ということこそが大事であり、自らの語りに個性を感じてもらうのは聴衆如何、あくまでも結果であり、さらに言えば本来個性は生きている限り誰もが持っているもの、という独特な理念を掲げている。

## 出演

### ナレーション

#### NHK
- 地球ファミリー
- クイズ・マルコポーロ
- プライム・10
- パノラマ太陽系
- 青い惑星
- 海外ドキュメンタリー
- ヨーロッパ城物語
- 地球時間
- 作法の極意
- 我が家の問題

#### 日本テレビ系
- スーパーテレビ情報最前線
- ダウンタウンのガキの使いやあらへんで!!
- ザ!世界仰天ニュース
- 知ってるつもり?!
- あすの世界と日本
- 追跡
- 素顔が一番
- EXテレビ
- 秋元流
- リュックベッソンの世界　〜映画フィフスエレメント公開時〜・〜映画ジャンヌダルク公開時〜
- アッコとマチャミの新型テレビ（福岡放送）
- NNNきょうの出来事
- NNNニュースプラス1→NNN Newsリアルタイム→news every.（特集コーナー）
- 全国警察犯罪捜査網
- 午後は○○おもいッきりテレビ「きょうは何の日」
- NNNドキュメント
- 女たちの中国
- ニュースの女王決定戦
- 衝撃スクープ裏のウラ 全部ホンモノ最強版
- グッと来た名場面ベスト55
- 24時間テレビ「24時間マラソン」
- DON!「きょうは何の日」
- 笑点

#### TBS系
- スーパーフライデー
- 金曜テレビの星!
- 地球発19時（毎日放送）
- 北緯35度の風（毎日放送）
- ギミア・ぶれいく
- 餅屋の論理
- 噂的達人
- 奥様広場
- 史上最強の人間ドック ザ・快傑ドクター
- コロンブスのゆで卵
- 報道特集
- 音楽名店探訪（BS-i）
- 24ピース
- 水戸黄門第42部 - 第43部・最終回スペシャル
  - 2012年3月21日にBS-TBSで放送された関連の紀行番組「水戸黄門 伝統工芸漫遊記」のナレーションも担当。
- 新発見!ピラミッドに隠された真実を解け!太陽の船大発掘スペシャル
  - 古代エジプトミステリー紀行 今明かされるピラミッドの真実 謎を解くカギは日本!?
  - 遂に開いた!ピラミッド真実への扉 ツタンカーメンの秘宝と太陽の船新発見!
- 緊急特番!今夜解明!世界超人体ミステリー 驚愕の能力を徹底解明SP
- 教えてもらう前と後
- 水トク!「日本を変えた!あの重大事件の新事実」

#### フジテレビ系
- 夫婦旅日記 さらば浪人
- あした天気になあれ (漫画)
- 報道2001
- 北野ファンクラブ
- ビートたけしのつくり方
- 次世代の笑い ポスト
- 駅からの旅
- 旅の宿
- 東京VS大阪
- 中村勘九郎ニューヨーク公演密着
- 世界がもし100人の村だったら
- 中村勘三郎襲名披露ドキュメント
- 大使館の食卓（BSフジ）
- エチカの鏡〜ココロにキクTV〜
- カスペ! 独占密着！真実の高島ファミリー「忠夫さん、死ぬまで一緒やで」〜寿美花代・献身愛で闘う夫の病〜

#### テレビ朝日系
- ニュードキュメンタリードラマ昭和 松本清張事件にせまる 第11回「佐分利公使の怪死事件」（朝日放送）
- 素敵にドキュメント（朝日放送）
- 皇室特番
- ウォーキングwithダイナソー〜驚異の恐竜王国
- 遊行見聞録
- 平成ふしぎ探検隊（朝日放送）
- これは知ってナイト（朝日放送）
- 日曜ワイドスペシャル
- スポーツ感動物語
- スイスペ!「美空ひばり」
- ビートたけしの禁断の大暴露!!超常現象(秘)Xファイル
- 美味しさの物語 幸福の一皿（BS朝日）
- 言いにくいことをハッキリ言うTV
- 世界遺産 空中散歩（BS朝日）
- お坊さんバラエティ ぶっちゃけ寺

#### テレビ東京系
- 所さんの学校では教えてくれないそこんトコロ!
- 土曜スペシャル - ナレーションのほか、レポーターとして出演したこともある。
- 日曜ビッグバラエティ
- 週刊経済王
- 地球知りたい気分
- 月曜特番
- 田勢康弘の週刊ニュース新書
- 池上彰の20世紀を見に行く（BSジャパン）
- 世界の衝撃ストーリー
- 世界が騒然!本当にあった㊙ミステリー
- しながわ探検隊 J（1995年） - ナレーションのほか、レポーターとして出演したこともある。

#### その他BS・CS
- ビートたけし原作「浅草キッド」の特別な番組。（メイキング番組、スカイパーフェクTV!）
- 立川談志 三回忌追悼特別番組（松竹ブロードキャスティング、衛星劇場）
- 不可思議体験の告白（ディスカバリーチャンネル）
- 偉人・素顔の履歴書（BS11）
- 偉人・敗北からの教訓（BS11）

### ラジオ
- 私の本棚（NHラジオK第1）
- 村上良一の「親への提言」（西日本放送）
- FM25時 ロック・オン（エフエム東京）

### CM
- 岩崎通信機
- ダイドードリンコ
- アース製薬
- 伊藤ハム
- 日本経済新聞
- 万有製薬
- 日本食研
- 東洋水産
- 東芝
- ACジャパン
- 日本財団
- ロート製薬
- トクホン
- コーワ
- セキスイハウス
- 日本ガイシ
- オンワード樫山
- 日本通運
- ANA
- JAL
- メガネのヨネザワ
- 日本生命保険
- いすゞ自動車
- シヤチハタ
- 中部電力
- 永谷園
- マルハニチロ
- 日立製作所
- 雲海酒造
- ヤマト運輸
- 日本保証
- エースコック
- 日本ビクター
- 野村證券
- JT
- 全薬工業
- 旭化成
- 住友信託銀行
- 味の素
- ミサワホーム
- 共同石油
- ライオン
- パナソニック
- サントリー
- 東京ディズニーランドシリーズ
- P&Gサンホーム 全温度チアー（1978年）

### ビデオ
- 世界遺産
- スイス大紀行
- 京都の四季
- 仏像の祈り
- 昭和の記録
- 古寺・名刹
- 帰ってきたミスタージャイアンツ / 長島茂雄大辞典
- 世界の鉄道
- ゴルフ / セベ・バレステロス
- リー・トレビノのゴルフレッスン
- 東京ディズニーランドシリーズ

### 本人出演
- 新・週刊フジテレビ批評（フジテレビ、2015年5月16日、The批評対談LIVE槇大輔×松野良一）

### テレビアニメ
- 超電磁マシーン ボルテスV（1977年 - 1978年、ナレーター、アナウンサー）[注釈 1]
- 闘将ダイモス（1978年 - 1979年、ナレーター、アナウンサー、係員、係員A、ラジオの声）
- うちタマ?! 〜うちのタマ知りませんか?〜（2020年、ナレーション）

### その他コンテンツ
- 東京国立博物館「対決 巨匠たちの日本美術」音声ガイド（長次郎）
- 東京ディズニーランドシリーズ（テレビの特別番組など）